# HMS Impulsive (D11)
«Імпалсів» (англ. HMS Impulsive (D11) — військовий корабель, ескадрений міноносець типу «I» Королівського військово-морського флоту Великої Британії за часів Другої світової війни.
Есмінець «Імпалсів» був закладений 9 березня 1936 року на верфі компанії J. Samuel White на острові Коуз. 29 січня 1938 року увійшов до складу Королівських ВМС Великої Британії. Есмінець брав активну участь у бойових діях на морі в Другій світовій війні; бився у Північній Атлантиці, в Арктиці. Потопив німецький підводний човен U-457.
За проявлену мужність та стійкість у боях бойовий корабель нагороджений шістьма бойовими відзнаками.

## Дизайн і конструкція
«Імпалсів» належав до есмінців типу «I», дев'ятої та останньої серії британських міжвоєнних серійних ескадрених міноносців, так званих «стандартних есмінців», які були модернізованою версією попередніх типів G та H. Корабель відрізнявся новими чотиритрубними торпедними апаратами, а для компенсації зрослої ваги у внутрішніх приміщеннях довелось укладати баласт.
Корпус «Імпалсіва» мав загальну довжину між перпендикулярами 98,5 м, бімс — 10,1 м та осадку до 3,8 м. Водотоннажність бойового корабля становила: стандартна — 1 370 та повна — 1 888 довгих тонн відповідно.
Головна енергетична установка складалась з трьох триколекторних Адміралтейських котлів з пароперегрівником і двох одноступінчатих турбозубчатих редукторів. Розміщення ГЕУ — лінійне. Котли розміщувалися в ізольованих відсіках, турбіни — у загальному машинному відділенні, за цього редуктори були відокремлені від турбін водонепроникною перегородкою. Робочий тиск пару — 21 кгс/см² (20 атм.), температура — 327 °С (620 °F).
Проектна потужність становила 34 000 к.с. за частоти обертання 350 об/хв., що мало забезпечити максимальну швидкість ходу (за повного навантаження) в 35,5 вузли (65,7 км/год). Запас палива зберігався у паливних танках ємністю 462 тонни мазуту, що забезпечувало дальність ходу 5500 миль (10 200 км) 15-вузловим ходом (27,8 км/год). Екіпаж корабля становив 145 офіцерів та матросів.

## Озброєння
Корабельна артилерія головного калібру (ГК) есмінця «Імпалсів»: чотири 120-мм універсальних швидкострільних гармат QF Mark IX з довжиною ствола 45 калібрів у баштах типу CP XVII 'A', 'B', 'X', та 'Y'. Максимальний кут піднесення +40°, зниження на −10°. Маса снаряда 22,7 кг, початкова швидкість — 808 м/с. Гармати мали швидкострільність 10—12 пострілів на хвилину на дальність — 15 520 м.
Зенітне озброєння корабля включало дві 12,7-мм зчетверені зенітні кулемети Vickers .50.
Торпедне озброєння складалося з двох чотиритрубних 21-дюймових (533-мм) торпедних апаратів Mark IX, що розташовувався в кормовій частині корпусу на осьовій лінії. Протичовнове озброєння есмінця складалося з гідролокатора «ASDIC», 16 глибинних бомб, 1 бомбоскидача і двох бомбометів на кормі, але з початком війни кількість глибинних бомб збільшили до 35.

## Історія

### Передвоєнні часи
Ескадрений міноносець «Імпалсів» разом з іншими однотипними кораблями увійшов до складу 3-ї флотилії есмінців Середземноморського флоту Великої Британії після введення його до строю. Базувався на Мальті, під час громадянської війни в Іспанії брав участь у блокаді навколишніх вод з метою запобігання контрабанді зброєю.

### Початок війни
3 вересня 1939 року, в день оголошення війни Об'єднаним королівством Німецькому рейху, за наказом британського адміралтейства «Імпалсів» вийшов зі Середземного моря та попрямував до Британських островів.
17 вересня він супроводжував авіаносець «Корейджес», коли той був атакований німецьким підводним човном U-29. В корабель влучили 2 торпеди, внаслідок чого він затонув за 15 хвилин. Загинуло 518 членів екіпажу. «Імпалсів» брав участь у порятунку постраждалих з борту авіаносця.
З жовтня 1939 до січня 1940 року корабель виконував завдання з протичовнової оборони прибережних вод навколо Англії, а також встановлював мінні поля біля німецьких берегів.
4 січня 1940 року супроводжував постраждалий від підриву на магнітній міні лінкор «Нельсон» з Лох-Ів до Портсмута. Потім повернувся до Скапа-Флоу. 17 січня під захистом «Ексмаут» тягнув на буксирі до Росайту есмінець «Дункан», який постраждав внаслідок зіткнення з транспортним судно при супроводі конвою ON 18.
З січня 1940 року есмінець почали використовувати як мінний загороджувач, а з початку березня 1940 року разом з есмінцями «Айвенго», «Еск» та «Ікарус» вони розпочали постановку мінних загороджень поблизу німецької Гельголандської бухти. У наслідок цих дій 13 березня на міні в загородженні № 7, яке встановили «Експрес», «Еск», «Ікарус» та «Імпалсів» підірвалась німецька субмарина U-44; усі 47 підводників загинули. 6 квітня наступний човен U-1 налетів на міну у тому ж самому загородженні № 7, яке встановив «Імпалсів» з іншими есмінцями, усі підводники також загинули. А 2 серпня ще один човен U-25 наразився на міну та затонув.
У квітні 1940 року «Імпалсів» включений до складу британського флоту, що залучались до протидії німецькому вторгненню до Норвегії. Спочатку корабель брав активну участь в операції «Вілфред» з постановки мінних загороджень поблизу берегів цієї країни, потім патрулював навколо неї. 22 квітня 1940 року він вийшов у складі ескорту на прикриття крейсерів «Галатея», «Шеффілд» та «Глазго».
Наприкінці травня- початку червня 1940 року брав участь в евакуації англо-французьких військ з пляжів Дюнкерка.
Протягом літа-восени есмінець активно залучався до встановлення мінних полів та протидесантних загороджень у берегів Англії. У грудні поставлений на ремонт до доків Кінгстон-апон-Галла.

### 1941
З січня до липня 1941 року корабель використовувався для ескортування поодиноких кораблів та суден, а також для постановки мінних полів у прибережних водах окупованих німцями країн. У цей період «Імпалсів» неодноразово виходив у море на виконання бойових завдань разом з іншими ескадреними міноносцями «Інтрепід», «Ікарус», «Берклі», «Ферні», «Тайндейл», «Вансітарт» та «Віверн» з метою встановлення мінних полів.
У серпні брав участь з есмінцем «Ектів» у першому конвої до Радянського Союзу — операція «Дервіш».
29 вересня «Імпалсів» вийшов у супроводження чергового конвою до Росії — конвою PQ 1, з доставлення сировини для радянської промисловості, 20 танків та 193 винищувачів «Харрікейн» радянським ВПС. 18 жовтня 1941 року есмінець з «Ескапейд» супроводжували крейсер «Саффолк» з Архангельська до Скапа-Флоу. Наприкінці грудня корабель поставили на плановий капітальний ремонт, який тривав аж до кінця липня 1942 року.

### 1942
У серпні 1942 року корабель повернувся до сил флоту. На початку вересня включений до складу сил ескорту для супроводу арктичного конвою PQ 18, що доставляв за програмами ленд-лізу озброєння, військову техніку і важливі матеріали та майно до Радянського Союзу й під потужною охороною йшов до Архангельська. «Імпалсів» діяв у складі далекого ескорту з 16 есмінців, який очолював крейсер «Сцилла». У ході переходу конвой зазнав численних нападів німецьких підводних човнів та літаків Люфтваффе. З 12 по 15 вересня 1942 року конвой піддався інтенсивній атаці 35 пікіруючих бомбардувальників Ju 88A-4 KG 30 та 42 торпедоносців KG 26 (I/KG 26 з 28 He 111H-6 та III/KG 26 з 14 Ju 88A-4). Тактикою дії німецьких літаків був одночасний та взаємоузгоджений напад торпедоносців та частки бомбардувальників на головні сили ескорту, які відволікали бойові кораблі від транспортних суден, і у цей час авіагрупа III/KG 26 потужною торпедною атакою, відомою як «золота гребінка», нищила беззахисні транспортники.
На фоні бомбардування кораблі та судна союзників одночасно атакували німецькі підводні човни. Частка з них була потоплена ескортом. Так, есмінець «Фолкнор» потопив U-88, «Імпульсів» — U-457 та «Онслоу» у взаємодії з палубною авіацією ескортного авіаносця «Евенджер» — U-589. Однак, попри затятий спротив кораблів ескорту, тільки за 12 вересня вісім суден з сорока було потоплено німцями. 14 вересня британський танкер MV «Ателтемлер» був пошкоджений внаслідок торпедної атаки U-457 і згодом затонув. Ще два транспортних судна затопила німецька авіація на підходах до Мурманської бухти. Загалом під час переходу загинуло 13 суден.
16 вересня есмінець приєднався до головних сил флоту для супроводження конвою QP 14, що повертався з СРСР до Лох-Ів у Шотландії. 65 бойових кораблів супроводжували невеличкий транспортний конвой з 17 суден. У цілому конвой втратив шість кораблів та суден, тільки один U-435 встиг потопити чотири союзних судна.
Наприкінці листопада «Імпалсів» входив до групи кораблів з есмінцями «Фокнор», «Інтрепід» та «Ікарус», що конвоювали QP 15 до берегів Росії. 17 листопада новий конвой вийшов з Кольської затоки, маючи у своєму складі 32 транспортних та вантажних судна під ескортом 30 бойових кораблів
На переході морем німецькі підводні човни U-625 та U-601 потопили одне британське та одне радянське транспортні судна, есмінці радянського флоту «Баку» та «Сокрушительний» були пошкоджені, згодом останній затонув. Решта конвою практично без втрат дісталась берегів Ісландії.
23 грудня 1942 року есмінець вийшов в останній передноворічний арктичний конвой JW 51B до радянських військово-морських баз, у складі далекого океанського ескорту

### 1943
У лютому 1943 року «Імпалсів» повернувся до супроводу арктичних конвоїв. З 21 по 27 число разом з крейсером «Сцилла», есмінцями «Екліпс», «Інтрепід», «Фьюрі» й польський «Оркан» супроводжував черговий конвой JW 53 до Росії. На початку березня повернувся з конвоєм RA 53 додому.
З 15 березня «Імпалсів» з есмінцями «Оффа», «Пенн» і «Пантер» були передані до 3-ї групи підтримки в Командуванні Західних підходів, коли загострилась обстановка з Атлантичними конвоями, що піддавались постійним нападам німецьких «вовчих зграй». Проводив з Ньюфаундленда транспортні конвої ONS 5 та SC 128 в умовах загрози нападу «вовчих зграй» «Фінк» та «Амсель».
Літом корабель пройшов черговий ремонт у доках Англії, а з серпня до жовтня 1943 року виконував різні завдання у прибережних водах Великої Британії, а з листопада по грудень — знову увійшов до складу сил, котрі супроводжували арктичні конвої. Зокрема охороняв конвої RA 54A, JW 54A, RA 54B.
15 грудня 1943 року «Імпалсів» супроводжував конвой JW 55B з есмінцями «Онслот», «Онслоу», «Орвелл», «Скодж», «Хаїда», «Гурон», «Ірокеу», що утворювали океанський ескорт конвою.
Під час переходу стався морський бій між союзними кораблями та німецьким лінкором «Шарнгорст».

### 1944
1 січня 1944 на зворотному шляху есмінець спочатку увійшов у підпорядкування командувача конвою RA 55A, який йшов назад додому, однак незабаром повернувся до Лох-Ів.
Наприкінці лютого «Імпалсів» у черговий раз супроводжував до Кольської затоки арктичний конвой JW 57. У ході переходу німецький підводний човен U-990 атакував і затопив британський есмінець «Махратта»; «Імпалсів» встиг врятувати тільки 2 членів екіпажу.
У березні есмінець залучався до супроводження чергового арктичного конвою JW 58 з 47 транспортних та вантажних суден.
4 квітня конвой JW 58 увійшов у Кольську затоку. Через 3 дні ескорт зустрінув зворотний конвой RA-58 і супроводжував його до англійських вод. 12 квітня «Імпалсів» залишив конвой та перейшов до Лох-Ів.
У травні 1944 року включений до сил вторгнення до Нормандії, до складу 23-ї флотилії есмінців, що базувалась у Портсмуті. З 6 червня 1944 року у Східній оперативній групі флоту підтримував висадку союзних військ на плацдарм «Сорд»; виконував завдання до кінця червня.
З серпня до жовтня 1944 проходив плановий ремонт, згодом повернувся до сил флоту та виконував завдання з патрулювання прибережних вод.

### 1945
З початку нового 1945 року продовжував виконування бойові завдання з патрулювання та ескорту кораблів і суден поблизу Англії. Після капітуляції нацистської Німеччини, брав участь у деокупації Нормандських островів. 14 травня відвідав Сент-Пітер-Порт — столицю володіння британської корони на острові Гернсі.
17 червня 1945 року виведений до резерву флоту. 22 січня 1946 року проданий на брухт.